# Maurycy Franciszek Karp
Maurycy Franciszek (Franciszek Maurycy) Karp, krypt.: M. F. K.; M. F. K. P. Ż.; W. J. P. M. F. K**** tłumacz "Arysta, czyli powabów poćciwości", (ur. 1749, zm. 22 października 1817 w Rykijowie) – polski tłumacz, publicysta i poeta, starosta jodajcki w 1794 roku.

## Życiorys
Urodził się w roku 1749, w starym rodzie szlachty żmudzkiej, jako syn ciwuna ejragolskiego Józefa i Barbary Nagurskiej. Kształcił się w Akademii Krakowskiej, a nieco później (lata 70. XVIII w.) podróżował po Europie, odwiedzając m.in.: Anglię, Francję i Włochy. W młodzieńczych latach przygotowywany do stanu duchownego (nigdy się nie ożenił). Po śmierci rodziców odziedziczył dobra Rykijów, położone w pobliżu miasteczka Szawle. W roku 1790 posłował na Sejm Czteroletni reprezentując Księstwo Żmudzkie. Podczas jego obrad należał do aktywnych stronników reformy majowej. W okresie insurekcji kościuszkowskiej (15 maja 1794) przybył do Wilna, jako delegat powiatu szawelskiego do Rady Narodowej Litewskiej. Niespełna miesiąc później (10 czerwca 1794), po zmianie Rady w Deputację Centralną, otrzymał powołanie do Wydziału Instrukcji Narodowej. Po upadku powstania, aby uniknąć sekwestru swego majątku, złożył przysięgę homagialną. W roku 1797 wszedł w skład wileńskiej Komisji Edukacyjnej. Pięć lat później (1802) sprzedał rodzinny Rykijów swemu kuzynowi Benedyktowi (przy zachowaniu tzw. dożywocia). Był jednym z wykonawców testamentu Ignacego Karpia, wyzwalającego swych poddanych. Zmarł w Rykijowie w wieku 68 lat.

## Twórczość

### Ważniejsze dzieła i mowy
1. Obrona mitologii, albo odpis na Monitora Warszawskiego na Rok P. 1772 d. 19 sierpnia wydanego, Lipsk 1773, (wydana pod krypt. M. F. K., co rozwiązał B. Gubrynowicz)
2. Z Rykijewa na Żmudzi d. 29 listopada 1789, brak miejsca wydania 1789, (egz. unikatowy Biblioteki Instytutu Badań Literackich, Warszawa; z jego treści wynika, że nie był to pierwszy list Z Rykijewa jego autorstwa)
3. Obraz sejmików. Czyli, co są sejmiki teraźniejsze nasze? Czym są i być mają z natury ustawy swojej? Czy w ten ustawy ich zamiar trafia projekt podany od deputacji rządowej? Jaki sposób albo jaka może być im dana forma, aby były tym, czym być powinny?, Warszawa 1791 (od s. 26: List, albo zdanie do przyjaciela w Warszawie o sejmikach, z Rykijewa na Żmujdzi 24 kwietnia 1790)
4. Pytanie, czy do doskonałości konstytucji politycznej państwa naszego potrzeba, aby gmin miał uczęstek w prawodawstwie? albo raczej, czyli przeto ta konstytucja jest najgorszą i potworną, iż chłopi rolnicy nie są do prawodawstwa przypuszczeni? a w przypadku nieuchronnej potrzeby przyjęcia ich do niego, komu by raczej tego zaszczytu udzielić, chłopom wieśniakom czy kupcom mieszczanom, pod ogólnym imieniem gminu u nas zajętym?, powst. pomiędzy XI 1790 a IV 1791, wyd. (Warszawa w drugiej połowie roku 1791)
5. Głos... na sejmie roku 1790 dnia 21 grudnia po przystąpieniu posłów nowego wyboru do Aktu Konfederacji miany, brak miejsca i roku wydania; w czasie tego sejmu wyd. ponadto osobno mowy dat.: 24 stycznia, 15 lutego, 14 marca, 12 maja, 13 października, 3 grudnia 1791 (pt. Zdanie... Do projektu Sądu Skarbowego Litewskiego); 14 lutego (mowa miana na sejmie żmudzkim), 19 marca 1792
6. Projekt... Dodatek do prawa o sejmikach. O zjazdach przedsejmikowych, brak miejsca i roku wydania.

Ponadto A. Meysztowicz wymienia szereg rękopiśmiennych prac Karpia, m.in.
- pisma wierszem: Założenie i zburzenie miasta Kowna (pisane w wieku 17 lat), 3 zbiory wierszy pt. Dowody zbliżonej starości
- pisma filozoficzne: Trudności około wiary, przełożone ojcu Malebranchiuszowi; Odszczepy filozofów na podkupie, czyli rozmowa Jowisza z Merkurym, w której wielu innych mówi; Myśl o współubolewaniu nad nieszczęściem człowieka; Myśl o cnocie; O dowcipie i pamięci; O uszczęśliwieniu człowieka w tym życiu
- Rzecz o krasomówstwie; prace historyczne.

Tadeusz Korzon przypisywał Karpiowi autorstwo broszur J. Pawlikowskiego: O poddanych polskich (Kraków) 1788; Myśli polityczne dla Polski, Warszawa 1789.

### Przekłady
1. Séguier de Saint-Brisson: Aryst, albo powaby poćciwości, przekład powst. przed rokiem 1776, Warszawa 1792 (pod krypt. M. F. K. P. Ż.); z 40-stronicowym listem dedykowanym: Do... Ignacego Krzuckiego
2. (Chansierges): Przypadki Pirrusa, syna Achillesowego. Dzieło pośmiertne nieboszczyka  J. X. Fénelona(!), za dodatek do Przypadków Telemaka ujść mogące, z francuskiego na ojczysty język przełożone usiłowaniem W. J. P. M. F. K**** tłumacza Arysta, czyli powabów podczciwości cz. 1-2, Kraków 1776 (2 warianty); wyd. 2 (tytułowe) Warszawa 1782, (krypt. ten rozwiązała M. Strzałkowa)
3. J. J. Rousseau: Uwagi nad rządem polskim oraz nad odmianą, czyli reformą onego projektowaną. Z francuskiego na ojczysty język przełożone miesiąca grudnia dnia 20 r. 1788 cz. 1-2, Warszawa 1789 (z apostrofą: Do Russego); wyd. następne: (tytułowe) brak miejsca wydania 1799; apostrofę Do Russego przedr. M. Strzałkowa, "Pamiętnik Literacki" rocznik 46 (1955), zeszyt 1, s. 233.

## Wybrane opracowania nt. Karpia
1. (Nekrolog): Dziennik Wileński 1817 t. 6, s. 677
2. R. Pilat: O literaturze politycznej Sejmu Czteroletniego (1788-1792), "Przegląd Polski" XI 1871 – I-II 1872 i odb. (Kraków 1872)
3. W. Kalinka: Sejm Czteroletni t. 2, Lwów 1881 § 159
4. T. Korzon: Wewnętrzne dzieje Polski za Stanisława Augusta t. 1-2, 4; Kraków 1882-1885 i wyd. następne
5. A. Meysztowicz: Karpiowie herbu własnego, Wilno 1907
6. W. Smoleński: Publicyści anonimowi z końca w. XVIII, "Przegląd Historyczny", t. 14 (1912) i odb.
7. M. Szyjkowski: Myśl Jana Jakuba Rousseau w Polsce XVIII w., Kraków 1913, s. 102-103
8. H. Mościcki: Generał Jasiński i powstanie kościuszkowskie na Litwie, Warszawa 1917
9. B. Gubrynowicz: Walka o mitologię. Epizod z dziejów krytyki literackiej w Polsce w XVIII w., "Prace Filologiczne" 1927
10. W. Olszewicz: O polskich przekładach J. J. Russa. Notatka bibliograficzna, "Pamiętnik Literacki" rocznik 33 (1936).